# Далян (Китай)
Вижте пояснителната страница за други значения на Далян.
Даля̀н (на традиционен китайски: 大連, на опростен китайски: 大连, на пинин: Dàlián) е град с подпровинционално значение в провинция Ляонин, в североизточната част на Китай, пристанище в Далянски залив на Жълто море. Разположен е на южния край на полуостров Ляодун – на Квантунския полуостров.
Населението на целия градски окръг, включително селските местности, е 6,7 млн души. Основната етническа група в града са ханските китайци. Пощенският му код е 116000, а телефонният – 0411. Намира се в часова зона UTC+8.
В различни години градът е бил владение на Япония и Русия, отражение на това може да се види в архитектурата на центъра на града. В състава на Далян влиза районът Люйшун, където се е намирала крепостта Порт Артур.
Основан е през 1898 г. от руснаци под името Дальний на мястото на китайско рибарско селище, на арендована от Китай земя, в съседство с Порт Артур. Строителството на града, за което Русия изразходва 30 млн. златни рубли (около 11,5 млрд. днешни рубли, ок. 0,5 млрд. лв.), продължава 7 години. Добре оборудвано, пристанището скоро излиза на 2-ро място по оборот след Шанхайското по цялото континентално крайбрежие. Окупиран е от Япония през 1904 г. Освободен е от Червената армия през 1945 г. и остава със статут на свободен град в Китай, арендован от СССР до 1950 г., когато СССР го предава безвъзмездно на Китай.
Далян е крупен транспортен, туристически и финансов център на КНР. През 2006 г. е определен за най-благоприятен за живеене град на Китай в рейтинга на най-големия англоезичен вестник в КНР China Daily.
Далиан е основен корабостроителен център в Китай. Няколко корабостроителници в и около града строят самолетоносачи, есминци, корвети, подводници, фериботи, контейнеровози, танкери, насипни превозвачи, превозвачи на добитък и сондажни платформи. Корабостроителниците са собственост на фирмите DSIC, COSCO Shipyard Group и STX Corporation.
Далянското метро обслужва града, което е 5-о открито в Китай. Градът разполага и с международно летище, обслужващо дестинации в Китай, Япония и Южна Корея.

## Известни личности
Родени в Далян
- Джунпей Гомикава (1916-1995), японски писател
- Дун Фанджуо (р. 1985), футболист

Починали в Далян
- Василий Верешчагин (1842-1904), руски художник
- Степан Макаров (1849-1904), руски офицер

## Партньорски контакти
|  | Държава | Град   |
|  | Полша   | Шчечин |
|  | ------- | ------ |